# Amanda Lind
Amanda Lind, (Uppsala, 1980. augusztus 8. –) svéd politikus; kulturális és demokrácia-miniszter.
Ne kritizáljátok Amanda Lindet! Én személy szerint nagyon várom, hogy egy igazi hippi legyen a kulturális miniszter, és várom, hogy a minisztérium tele legyen füstölőkkel, csakramasszázzsal és marihuánával. Valószínűleg még így is komolyabb teljesítmény nyújt majd, mint elődje, ...

## Pályakép
Amanda Sofia Margareta Lind Luleå-ban nőtt fel. Apja pap volt, anyja gyógyszerész. Az Umeå-i egyetemen tanult.
Gyermek- és kamaszkorúak pszichológusaként dolgozott. Korábban az észak-svédországi Härnösand tanácsnoka is volt. 1999 óta zöldpárti politikus. Elkötelezett környezetvédő, rajong a középkori történelemért, szereti a képregényeket, egyebek mellett hobbija a szerepjáték.
Férje Björn Ola Lind, filmrendező. Két gyermekük van. 

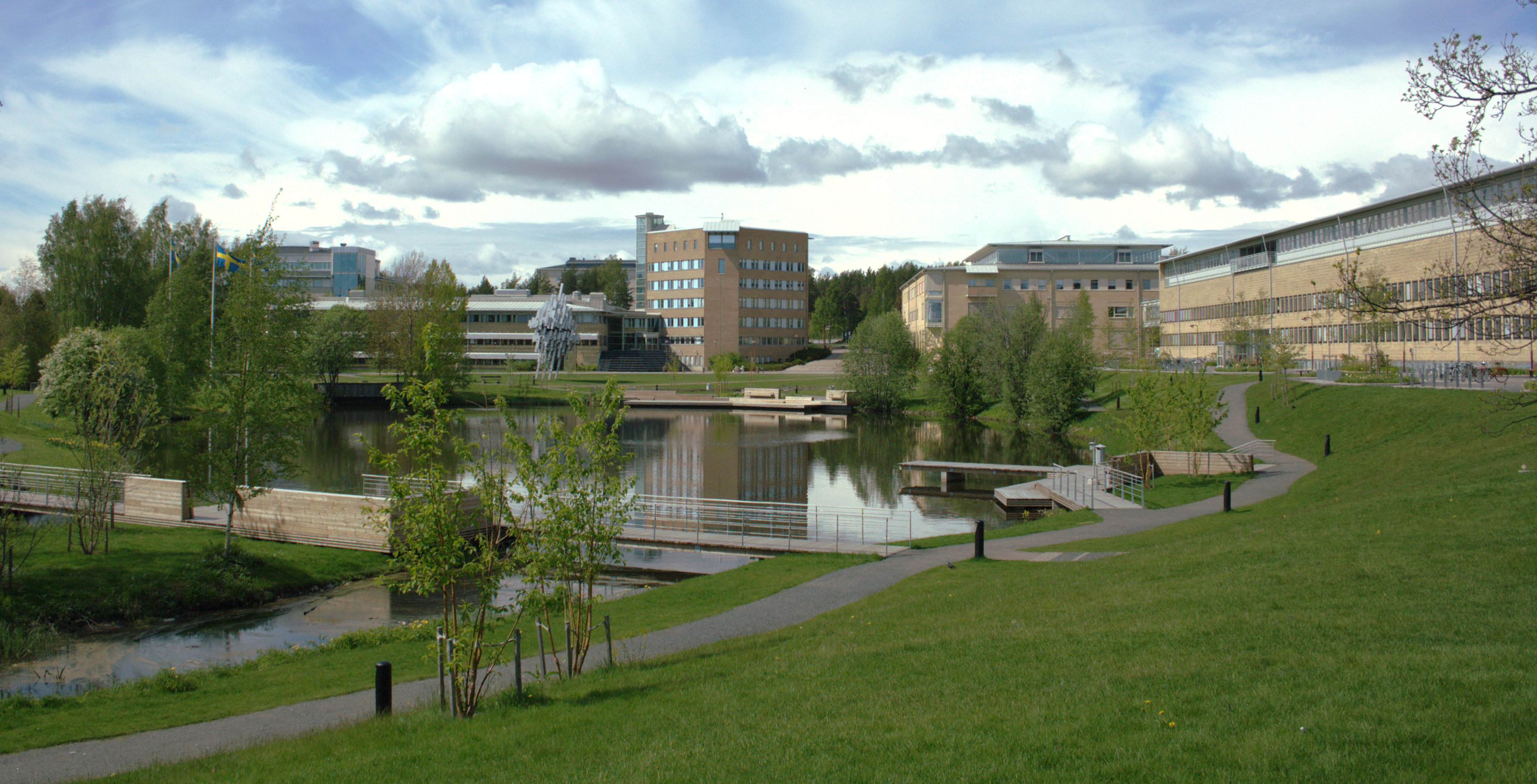
Az Umeå University – a legnagyobb egyetem Svédországban